# Luftschiff
Ein Luftschiff ist ein lenkbares Luftfahrzeug, dessen Auftrieb auf aerostatischen Kräften beruht und das über eine eigene Antriebseinheit verfügt. Die Haupteinsatzgebiete heutiger Luftschiffe sind touristische Rundfahrten, Luftwerbung, Überwachungs- und vereinzelt auch Forschungsaufgaben.
Die Ära der Luftschifffahrt begann im 19. Jahrhundert und erreichte ihren Höhepunkt in der ersten Hälfte des 20. Jahrhunderts. Luftschiffe sind die Pioniere der zivilen Luftfahrt. Sie waren die Verkehrsmittel der ersten Luftfahrtgesellschaft und auch die ersten Luftfahrzeuge, die Passagiere im Liniendienst ohne Zwischenstopp über den Atlantik beförderten. Die Ära der Großluftschifffahrt begann im Ersten Weltkrieg, um militärischen Leistungsanforderungen nachzukommen. Während des Krieges wurden Luftschiffe mit dem Zweck des Personen- und Gütertransports eingesetzt. Zudem waren sie Langstreckenaufklärer und die einzigen Luftfahrzeuge ihrer Zeit, die eine größere Bombenlast tragen konnten. Später schützten sie Konvois vor feindlichen U-Booten und überwachten den Luftraum.
Die großen Luftschifftypen dieser Zeit waren jedoch lange nur in einem prototypischen, unsicheren Zustand, sodass es immer wieder zu Unglücken kam. Die Luftschifftechnologie kam erst wirklich zur Reife, als Luftschiffe mit Beginn des Zweiten Weltkriegs im militärischen Bereich sowie im Personen- und Güterverkehr weitgehend durch die sich rasant entwickelnde Flugzeugtechnik verdrängt wurden.

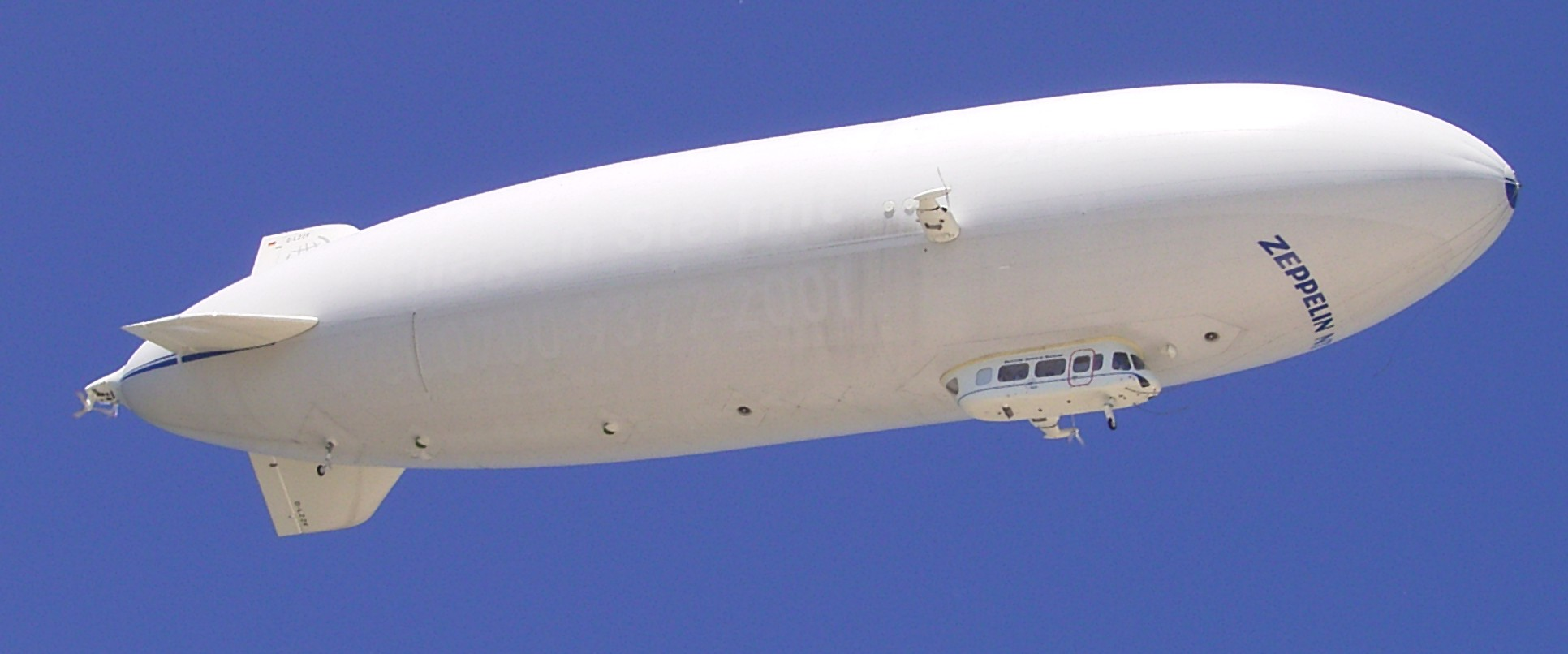
Ein Zeppelin NT

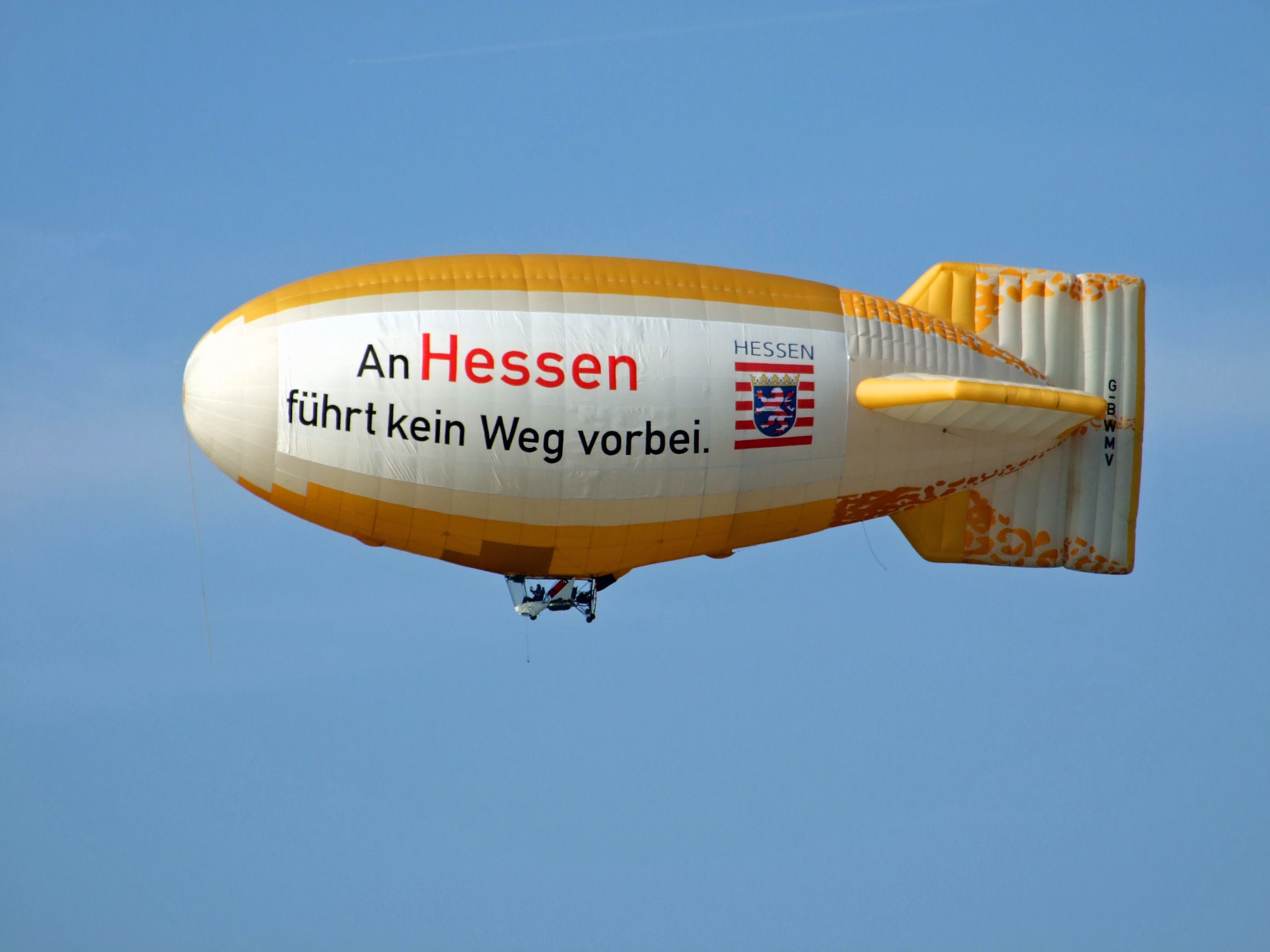
Heißluft-Luftschiff über Frankfurt/M.

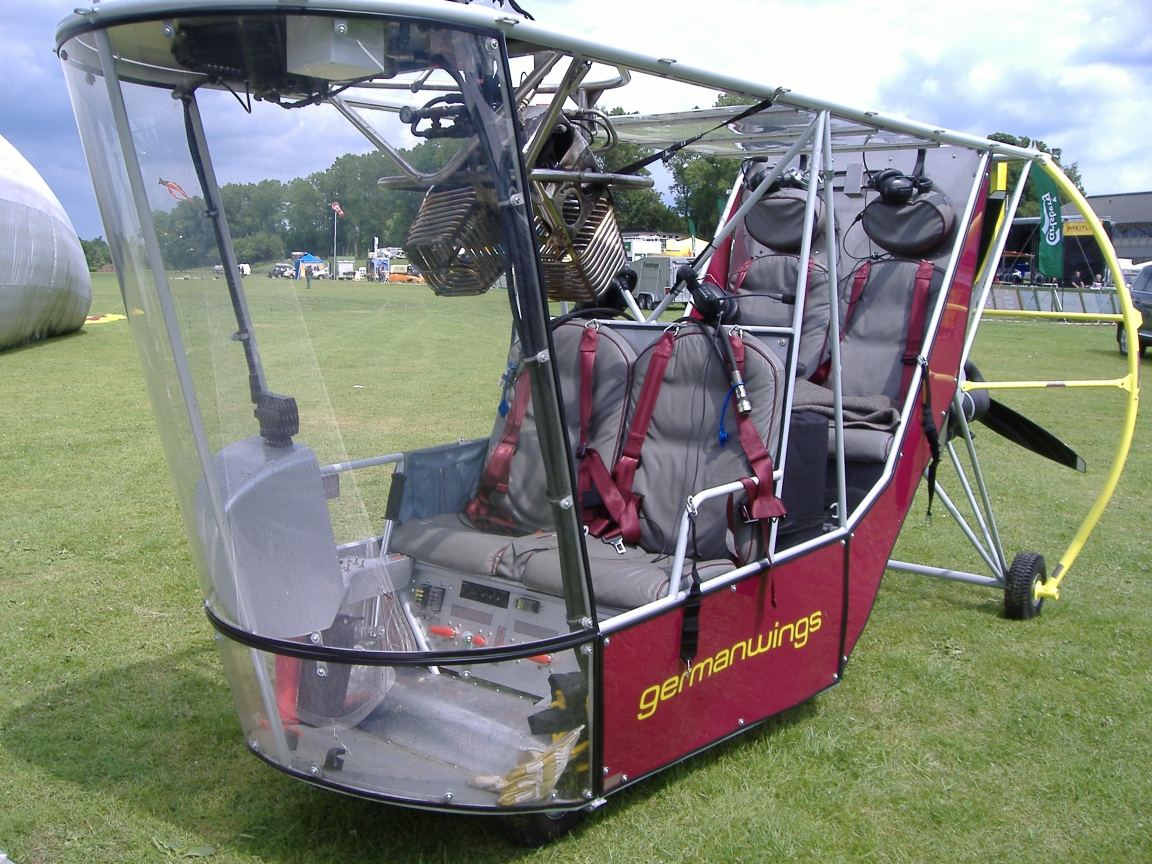
Gondel eines Heißluft-Luftschiffes

## Beschreibung

### Aufbau und Funktion
Luftschiffe bestehen aus einem meist aerodynamisch geformten Auftriebskörper, der das Traggas enthält. An ihm sind je nach Bauart eine oder mehrere Gondeln befestigt. In dieser Gondel, bei einigen großen Luftschiffen auch innerhalb des Auftriebskörpers, ist Platz für die Besatzung, Passagiere, Frachtgut und die Aggregate. Triebwerke sorgen für eine Vortriebskraft, die mit Leitwerken gesteuert wird.
Das Traggas verleiht Luftschiffen ihren statischen Auftrieb, da es eine geringere Dichte als Luft aufweist. Luftschiffe schweben in der Luft, ähnlich einem U-Boot im Wasser. Im Fachjargon wird daher von fahren statt fliegen gesprochen, siehe Ballonfahren.
Als Traggas wird heute Helium benutzt, da es im Gegensatz zum früher verwendeten Wasserstoff nicht brennbar ist. Helium ist teurer als Wasserstoff und bei gleichem Volumen etwa doppelt so schwer, aber immer noch viel leichter als Luft. Entscheidend für den Auftrieb ist die Differenz zwischen der Traggas- und der Luftdichte. Wasserstoff hat einen etwa acht Prozent größeren Auftrieb als Helium.
Ihr großes Volumen verleiht Luftschiffen einen hohen Luftwiderstand. Die Höchstgeschwindigkeiten sind daher auf rund 100 bis 150 km/h begrenzt. Da sich das Traggas mit zunehmender Höhe noch weiter ausdehnt, beträgt die maximale Flughöhe normalerweise nur etwa 2000–3000 Meter. Eine Ausnahme bilden bzw. bildeten die speziell für höhere Luftschichten konstruierten unbemannten Höhenplattformen, die derzeit entwickelt werden, und die Kriegsluftschiffe im Ersten Weltkrieg, die höher als die meisten damals verfügbaren Flugzeuge steigen konnten.

### Einteilung
Bei Luftschiffen lassen sich drei grundsätzliche Bauweisen unterscheiden:
- Prallluftschiffe, die häufigste Bauform, auch Blimp genannt, erhalten ihre Form durch einen Überdruck in der Hülle. Gondel und Leitwerk sind direkt an der Hülle befestigt. Zu dieser Kategorie zählen auch Heißluft-Luftschiffe, deren Traggas wie bei Heißluftballons warme Luft ist.
- Halbstarre Luftschiffe besitzen an der Unterseite der Hülle eine zusätzliche Tragstruktur (z. B. ein Kielgerüst), an der Motoren, Gondel und Leitwerk angebracht sind. Die Hülle wird vom Innendruck des Traggases in Form gehalten.
- Starrluftschiffe haben durch ein inneres Gerüst mit Kielsteg und teils auch einem zusätzlichen Achssteg eine feste Struktur, das die Form des Schiffskörpers vorgibt. Alle Komponenten sind an diesem Gerüst befestigt. Beispiele sind die von Ferdinand Graf von Zeppelin gebauten Zeppeline.

Der Begriff Hybridluftschiff wird für Luftfahrzeuge verwendet, die die Leichter-als-Luft-Technik mit der Schwerer-als-Luft-Technik kombinieren. Dabei wird der benötigte Auftrieb sowohl aerostatisch (wie bei konventionellen Luftschiffen) als auch zu einem erheblichen Teil aerodynamisch (wie bei Flugzeugen) erzeugt. Hier muss allerdings erwähnt werden, dass auch konventionelle Luftschiffe meistens „schwer“ operieren, d. h. einen geringen Teil (etwa fünf Prozent) des erforderlichen Auftriebs ebenfalls aerodynamisch erzeugen.
Hybride Luftschiffe bestehen z. B. aus einem konventionellen Luftschiffkörper, an den Tragflächen angebracht sind. Frühere Projekte für „vollwertige“ Hybridluftschiffe kamen nie über das Prototypenstadium hinaus und waren von meist nur bescheidenem Erfolg oder gar Versagen geprägt. Aktuell stieg am 31. Januar 2006 unter militärischer Aufsicht das Lockheed-Modell P-791 erstmals auf.
In Deutschland bilden Luftschiffe luftrechtlich eine eigene Luftfahrzeugklasse, Heißluft-Luftschiffe gelten jedoch als Ballon mit Hilfsantrieb.

### Antrieb und Steuerung

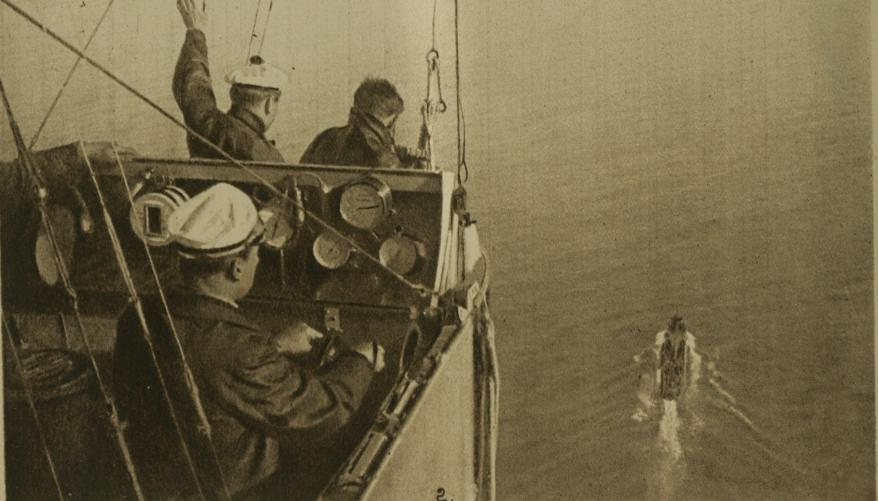
Blick aus der Steuergondel eines französischen Luftschiffes, 1918

Als Antrieb kommen hauptsächlich Benzin-Flugmotoren mit Luftschrauben zum Einsatz. Es gab Versuche, Blaugas oder das Wasserstofftraggas als Kraftstoff zu verwenden. Einige Schiffe besaßen auch Dieselmotoren, gegenwärtig (Stand 2005) verfügt darüber jedoch nur das ATG AT-10. Dieselmotoren verfügen über einen vergleichsweise hohen Wirkungsgrad und der Kraftstoff hat eine höhere Energiedichte als Benzin. Das einzige Luftschiff mit Gasturbinenantrieb (Turboprop) war das Goodyear GZ-22 „Spirit of Akron“ (1987–1999).
Elektroantriebe wurden in den 1880er-Jahren bei einigen der ersten Luftschiffe überhaupt verwendet, als noch keine leistungsfähigen Verbrennungsmotoren zur Verfügung standen. Heute gewinnen sie bei unbemannten Höhenplattformprojekten oder Solarluftschiffen wieder an Bedeutung. Hauptproblem ist jedoch nach wie vor das schlechte Leistungs-Gewichts-Verhältnis der Energiespeicher. Ein kleines Elektroluftschiff kam bei der Erforschung des Regenwaldes zum Einsatz.
Während die historischen Luftschiffe mit Wasserstoff-Füllung durch Ablassen von Traggas oder Ballastwasser ihr Gewicht genau auf den Auftrieb trimmen konnten und so auch in der Lage waren, antriebslos in der Luft zu schweben, wird bei modernen Luftschiffen im Normalbetrieb kein (teures) Helium abgelassen. Sie sind meist ein klein wenig schwerer als Luft unterwegs.
Neben dem statischen Auftrieb durch das Traggas nutzen Luftschiffe ihren Antrieb, um dynamischen Auftrieb zu erzeugen. Durch die Geschwindigkeit und das Anstellen des Luftschiffkörpers gegenüber der Horizontalen entsteht ähnlich wie bei einem Flugzeug mit seinen Tragflächen eine Auftriebskraft. Dieser Effekt wird beispielsweise genutzt, wenn das Luftschiff steigen oder sinken soll, oder wenn sich das Gewicht des Luftschiffes während der Fahrt durch Regenwasser, das auf die Hülle fällt, erhöht. Auch beim Start, wenn noch viel Kraftstoff an Bord ist, wird dieser Effekt manchmal genutzt, indem das Luftschiff mit etwas „Anlauf“ ähnlich wie ein Flugzeug startet.
Die meisten modernen Luftschiffe verfügen über schwenkbare Luftschrauben. Sie vereinfachen das Manövrieren und erlauben es dem Schiff, auch aus dem Stand aufzusteigen, wenn es etwas schwerer als Luft ist, und zu landen, wenn es leichter als Luft ist. Dazu drückt der Pilot das Luftschiff mit der Triebwerkskraft auf den Boden, wo es meist sofort mit etwas Ballast beschwert und an den Ankermast gelegt wird. Auf diese Weise braucht kein Helium abgelassen zu werden.

### Verwendung

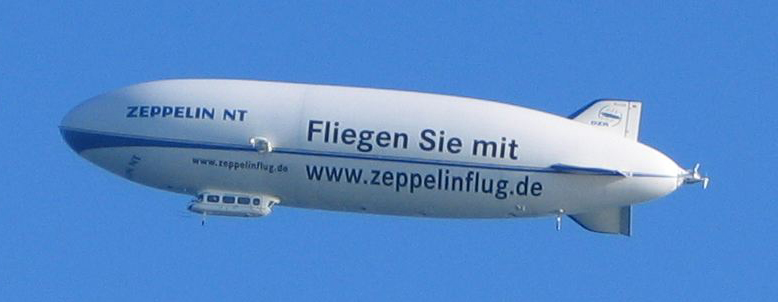
Zeppelin NT auf Fahrt

Luftschiffe zeichnen sich gegenüber anderen Fluggeräten durch ihre Fähigkeit aus, ruhig und vibrationsarm mit relativ geringem Kraftstoffverbrauch eine sehr lange Einsatzdauer zu erreichen. Sie können stundenlang über einem Gebiet verweilen und bei Bedarf die Geschwindigkeit auch bis zum Stillstand drosseln.
Aus diesen Eigenschaften leiten sich folgende Haupteinsatzgebiete ab:
- Luftwerbung: Mit ihren riesigen Auftriebskörpern sind Luftschiffe ein unübersehbarer Blickfang am Himmel. Bereits 1906 wurde versucht, dieses Potential zu nutzen, indem man nachts mit einem Projektor Bilder auf die Unterseite des Parseval PL 6 projizierte, später wurden die Hüllen mit großen Werbeschriftzügen gestaltet. Heute tragen viele Luftschiffe eine Fläche aus Leuchtelementen, mit denen sie Grafiken und Texte an den Himmel zeichnen, oder können sogar bewegte Bilder von innen gegen die transparente Hülle projizieren. Die meisten Luftschiffe sind farblich für einen Werbekunden gestaltet, oder werden je nach Anlass mit verschiedenen Motiven beklebt. Umfragen haben ergeben, dass Luftschiffe einen sehr hohen Wiedererkennungswert besitzen und mit einem positiven Image belegt sind, das sich auch auf die beworbenen Marken überträgt. So war bei einer Umfrage unter 1046 Personen im Alter von 14 bis 49 Jahren Luftschiffwerbung 90 % der Befragten bekannt und wurde von 83 % als positiv bewertet. Einen höheren Wert erreichte diesbezüglich lediglich Werbung auf Heißluftballons mit einer Zustimmung bei 88 % der Umfrageteilnehmer.[3]
- Rundflug: Als Pioniere der Luftfahrt boten Luftschiffe als erste motorisierte Luftfahrzeuge schon seit Beginn des 20. Jahrhunderts die Attraktion einer Rundfahrt. Ihr ruhiger Flug erlaubt auch Nichtfliegern den Blick von der Höhe auf die Erde. Ihre geringe Geschwindigkeit und geringe Flughöhe macht sie zu einem guten Mittel für Rundflüge. Bei vielen Luftschiffen können auch die Fenster geöffnet werden.
- Überwachung (z. B. Großereignisse, Verkehr, Militär, Relaisstation), Waldbrandüberwachung und -bekämpfung.
- Forschungsaufgaben, geologische Erkundung, Minensuche.
- Vermittlung von Funkdiensten (Beispiel Sanswire Stratellite)

Neben diesen tatsächlichen Einsatzzwecken tauchten in der Historie der Luftschifffahrt immer wieder Projekte und Konzepte auf, Luftschiffe zum alleinigen Transport von Fracht als Transportluftschiffe einzusetzen. Eines der bekanntesten Projekte dieser Art stellt das deutsche Unternehmen CargoLifter dar, welches ein Transportluftschiff für bis zu 160 t schwere Fracht entwickeln wollte, aber nie über die Konzeptionsphase hinauskam. Auch der Luft- und Raumfahrtkonzern Boeing arbeitete bis zum Jahr 2011 an einem solchen Projekt, stellte dieses jedoch ebenfalls ein. Momentan versucht die britische Firma Hybrid Air Vehicles ein Hybridluftschiff mit einer Kapazität von bis zu 50 t Fracht zu entwickeln und bis zum Jahr 2015 auszuliefern.[veraltet]

## Geschichte

### Idee und anfängliche Entwicklungen

Elektroluftschiff von Albert und Gaston Tissandier bei der Abfahrt in Auteuil, Paris (8. Oktober 1883)

Schon etwa im Jahr 1670 hatte der italienische Jesuitenpater Francesco Lana Terzi die Idee zur Konstruktion eines „Luftschiffs“. Er wollte ein Boot an luftleer gepumpten Kugeln aufhängen. Die Idee wurde nie realisiert, aber 1676 von Philipp Lohmeier in seiner Dissertation De artificio navigandi per aërem (Von der Kunst durch die Luft zu schifffahren) aufgegriffen.
Aus dem Jahr 1785 stammt ein Luftschiffentwurf von Jean-Baptiste Meusnier, der bereits alle Elemente wie Auftriebskörper mit darunter aufgehängter länglicher Gondel, Steuerruder und drei muskelkraftbetriebene Luftschrauben für den Antrieb enthielt. Es wurde nicht gebaut.
1812 scheiterte Franz Leppich mit dem Versuch, sein für den Zaren Alexander I. konzipiertes Transportluftschiff mittels zweier großer Ruder, deren jedes fünf flügelartige Schaufeln besaß, durch Muskelkraft fortzubewegen.

Luftschiff von Henri Giffard

Das erste wirkliche Luftschiff, die „Giffard I“, führte seine Jungfernfahrt am 24. September 1852, rund 50 Jahre vor dem ersten Motorflug eines Flächenflugzeugs, durch. Es war von Henri Giffard gebaut worden und wurde durch eine 2,2 kW (3 PS) starke Dampfmaschine, die nur 45 kg wog, angetrieben. Die Fahrt führte von Paris nach Trappes über eine Strecke von 27 km. Die Geschwindigkeit betrug etwa 9 km/h und die Flughöhe bis zu 1800 m. Der Langballon, in den Giffard seine Dampfmaschine eingebaut hatte, war 44 m lang und hatte ein Volumen von 2.500 m³. Gondel und Motor hingen an einem Balken unter dem Ballon. Gesteuert wurde mit einem dreieckigen Segel. 1855 wollte Giffard ein zweites Luftschiff testen, wobei dieses jedoch zerstört wurde. Im amerikanischen Bürgerkrieg versuchte der Arzt und Erfinder Solomon Andrews die Unionsregierung für seine Luftschiffe Aereon I & II zu gewinnen. Trotz erfolgreicher Testfahrten blieb das staatliche Interesse aber gering und auch private Geldgeber zogen sich nach dem Krieg zurück.
Sieben Jahre später, 1872, erreichte der deutsche Ingenieur Paul Haenlein mit seinem über 50 m langen Luftschiff „Aeolus“ eine Geschwindigkeit von 18 km/h. Es wurde von einem Lenoirschen Gasmotor angetrieben.
Weitere 12 Jahre später, am 9. August 1884, gelang es erstmals, mit einem Luftschiff nach dem Start zum Ausgangspunkt zurückzukehren. Die Fahrt dauerte 23 Minuten. Sie legten dabei eine Strecke von 7,6 km in einer Höhe von bis zu 300 m zurück. Das ab 1879 gebaute Luftschiff La France unter den Hauptleuten der französischen Luftschifferschule Charles Renard und Arthur Constantin Krebs (1850–1935) führte als Elektroluftschiff mit Akkubetrieb mehrere Fahrten durch. Als Antrieb diente ein Elektromotor mit einer Leistung von 6,25 kW (8,5 PS). Die La France war 50,42 m lang und hatte ein Volumen von 1864 m³. Während der Fahrten erreichte sie eine Höchstgeschwindigkeit von 6,2 m/s (22,32 km/h). Gebaut wurde es im Hangar Y  in Chalais-Meudon, der als die älteste Luftschiffhalle überhaupt heute noch existiert.
Der russische Raumfahrtpionier Konstantin Eduardowitsch Ziolkowski richtete seine Überlegungen 1885 neben anderem auch auf Ganzmetall-Luftschiffe. 1886 veröffentlichte er seine Studie Theoria Aerostatika und 1892 die Schrift Aerostat Metallitscheski (Theorie eines Ganzmetall-Luftschiffes). Bis zu seinem Tod 1935 veröffentlichte er 35 Bücher, Artikel und Schriften zur Luftschiffthematik.
In Deutschland führte derweil der Leipziger Buchhändler Dr. Friedrich Hermann Wölfert die Arbeiten Georg Baumgartens fort und konstruierte einen Lenkballon. Er sollte mit Muskelkraft gesteuert werden, was sich jedoch als nicht praktikabel erwies. Mit der Hilfe Gottlieb Daimlers wurde stattdessen ein Verbrennungsmotor mit 1,5 kW (2 PS) verbaut, der Standuhr-Motor. Am 10. August 1888 startete Michael, der langjährige Begleiter Wölferts, von Daimlers Versuchswerkstatt auf dem Seelberg in Cannstatt zu einer Fahrt nach Aldingen. Wölfert starb am 12. Juni 1897
bei einer Vorführfahrt für die preußische Luftschifferabteilung, als sein Luftschiff Deutschland in Tempelhof bei Berlin aus 600 m Höhe abstürzte.
Das erste Starrluftschiff wurde 1895/1896 von David Schwarz in Berlin entwickelt. Es bestand aus einem Aluminiumgerüst und war auch mit Aluminiumblech, einem damals neuen Werkstoff, beplankt. Schwarz verstarb noch vor der ersten Testfahrt. Diese fand am 3. November 1897 auf dem Tempelhofer Feld in Berlin statt. Das Luftschiff wurde bei der Landung irreparabel beschädigt und anschließend verschrottet. Der württembergische Kavallerieoffizier Ferdinand von Zeppelin war damals Augenzeuge, kaufte die Patente und Entwürfe auf und ließ sich 1898 einen Entwurf für einen „Lenkbaren Luftfahrzug“ patentieren.

### Beginn des 20. Jahrhunderts

#### Frankreich

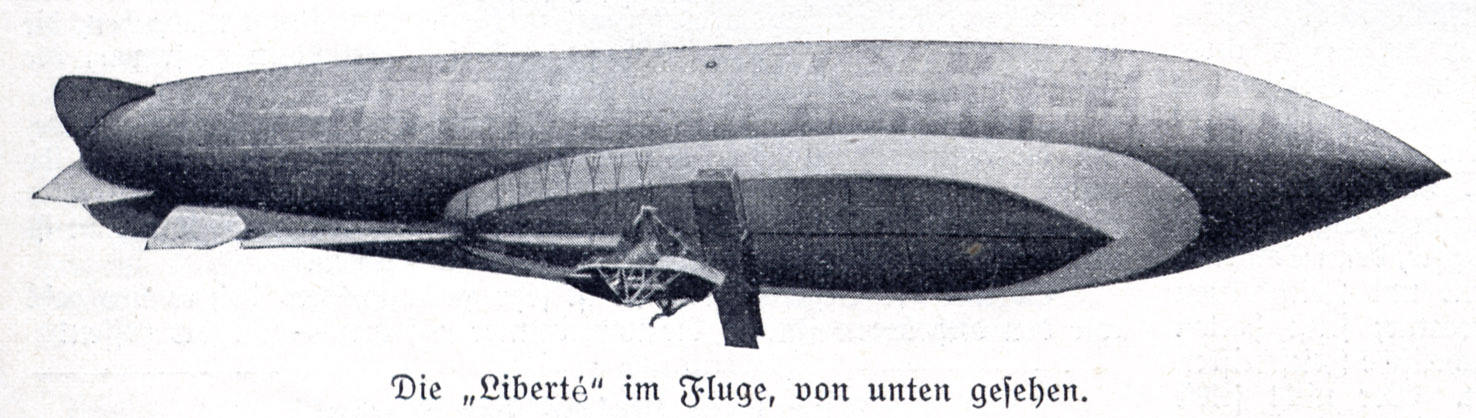
Die Liberté des französischen Luftschiffherstellers Lebaudy, ca. 1909

Um die Wende vom 19. zum 20. Jahrhundert baute der gebürtige Brasilianer Alberto Santos-Dumont in Frankreich eine ganze Reihe von Prallluftschiffen. 1894 nutzte er den Benzinmotor seines Dreirades für ein Luftschiff. Vier Jahre später, 1898, baute er in relativ kurzer Zeit insgesamt 12 Luftschiffe. Mit dem dritten umkreiste er am 13. November 1899 zum ersten Mal den Eiffelturm in Paris. Mit seinem sechsten Luftschiff und einem gut 11 Kilometer langen Flug von Saint-Cloud bei Paris zum Eiffelturm und zurück in nicht mehr als 30 Minuten gewann er 1901 den mit 100 000 Franc dotierten Deutsch-Preis. 1901 wurde er zum Mann des Jahres in der Welt gewählt. Besonders mit seinem neunten Luftschiff erregte er Aufsehen in Paris und in der Welt. Er benutzte dieses Luftschiff häufig für Ausflugsfahrten und für Besuche bei Freunden. Oft band er sein Luftschiff nur an einem Baum oder vor seinem Hotelzimmer an. Gegen Ende 1905 erlosch sein Interesse an Luftschiffen, und er wandte sich den aufkommenden schwerer-als-Luft Fluggeräten zu.
1903 stieg das Schiff der Lebaudy-Brüder in Frankreich erstmals auf. Es besaß einen 35-PS-Daimler-Mercedes-Motor, der zwei Luftschrauben antrieb. Bei mehreren Fahrten, darunter eine mit 2 h und 46 min, wurde das Schiff weiter verbessert. Auch in den folgenden Jahren setzten sich diese Tätigkeiten fort, wobei das Schiff mehrmals nach Bruchlandungen in Bäumen neu aufgebaut wurde.
Adolphe Clément baute das erste seiner mindestens sechs Luftschiffe (Clément-Bayard) im Jahr 1908 in Trosly-Breuil bei Compiègne. „Clément-Bayard“ N° 1 brach 1908 den Rekord des geschlossenen Rundfluges, mit „Clément-Bayard“ N° 2 gelang am 16. Oktober 1910 nach einem Start in Compiègne die erste Ärmelkanalüberquerung.
Bei der ersten Luftfahrtausstellung im Grand Palais in Paris wurde das Luftschiff Ville de Bordeaux ausgestellt.
Frankreich baute auch Militärluftschiffe, beispielsweise die République. In den folgenden Jahren verlagerte sich das Schwergewicht der Luftschiff-Entwicklung von Frankreich nach Deutschland.

#### Deutschland

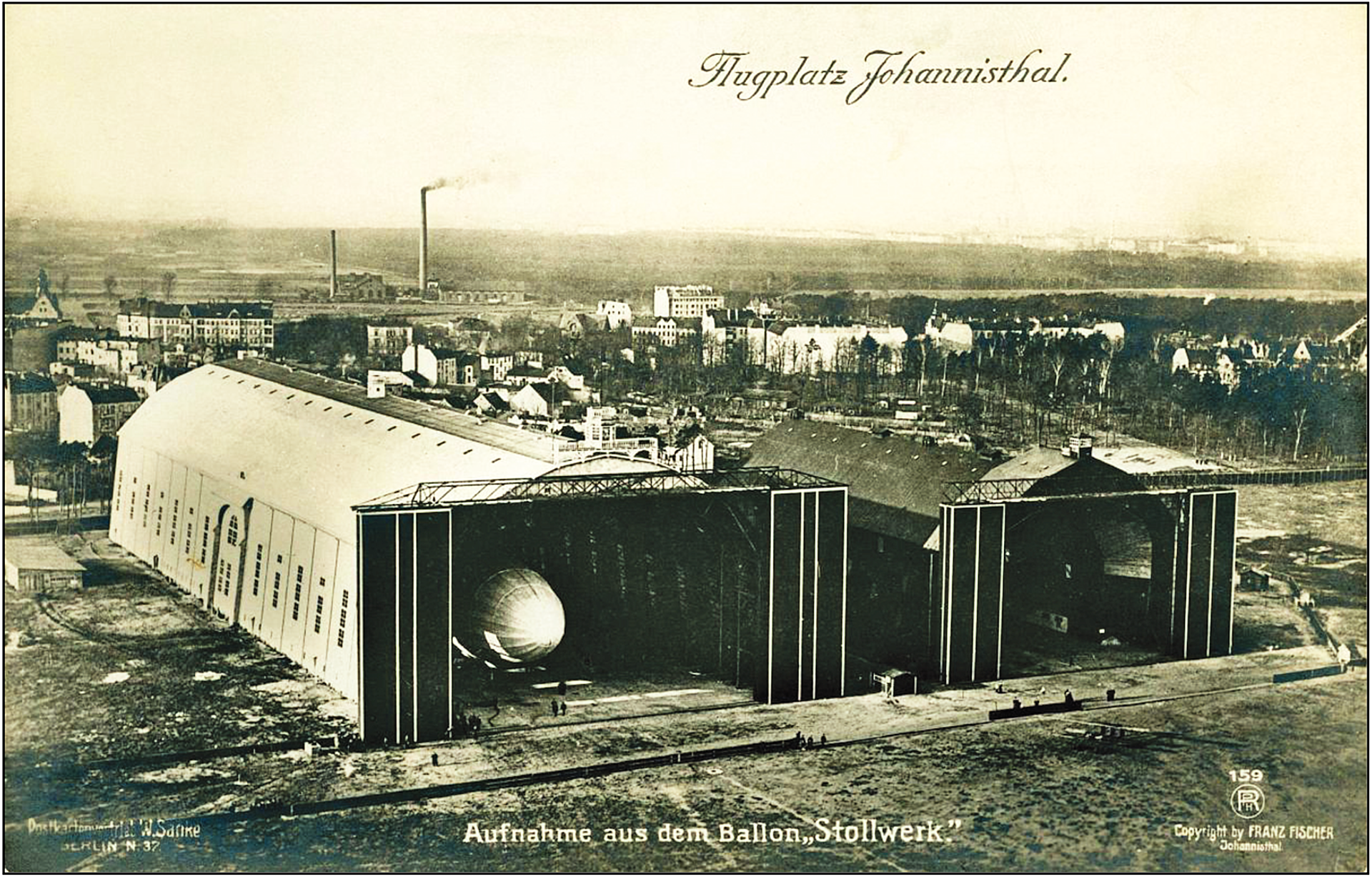
Die Luftschiffhallen in Berlin-Johannisthal, Foto um 1912

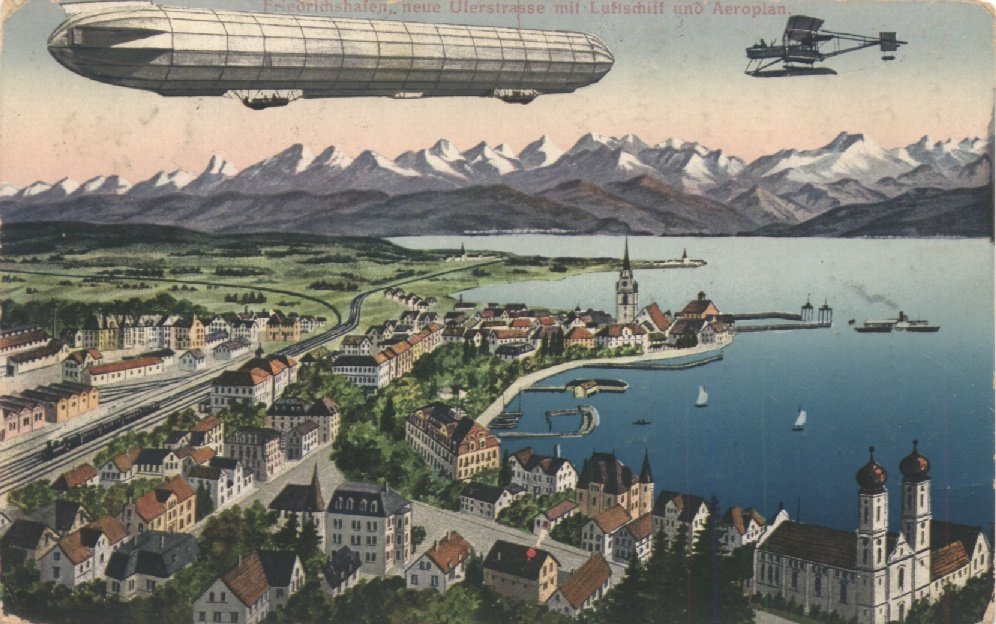
Postkarte von 1916: Luftschiff und Aeroplan bei Friedrichshafen

LZ 127 mit dem russischen Eisbrecher Malygin, Gemälde von Alexander Kircher, 1931

Die bekannteste Persönlichkeit in der Luftschifffahrt war und ist der deutsche Luftschiffpionier Ferdinand Graf von Zeppelin. Zeppelins erstes Luftschiff LZ 1 stieg am 2. Juli 1900 am Bodensee zu seiner Jungfernfahrt auf. Der Absturz des „Zeppelins LZ 4“ bei Echterdingen am 5. August 1908 führte zur größten freiwilligen Spendenaktion im Kaiserreich, der „Zeppelinspende des deutschen Volkes“.
Daraufhin errichtete er 1912 die größte Luftschiffhalle Deutschlands in Potsdam West mit dem Ziel, ein europäisches Luftfahrtzentrum zu errichten. Doch die Produktion wurde wenige Jahre später eingestellt, und 1920 musste die Luftschiffhalle aufgrund des Versailler Vertrages demontiert werden.
Zeppelin etablierte auch den Werkstoff Aluminium in der Luftfahrt.
Der erste Passagierlufthafen Deutschlands entstand im Jahr 1910 in Baden-Oos. Er wurde auf einer Grundfläche von etwa 160 × 30 Metern errichtet und war 30 Meter hoch. Am 21. August 1910 kam in Baden-Baden das erste Luftschiff, LZ 6, an. Zwei Tage später am 23. August fand die erste offizielle Passagierfahrt in Deutschland statt. An der zweistündigen Fahrt nahmen zwölf Personen teil, die dafür 200 Mark pro Person bezahlten. Die Rundfahrten wurden täglich fortgesetzt. Am 14. September wurde das Luftschiff durch ein Unglück jedoch völlig zerstört. Bereits im selben Jahr wurden Flugverbindungen von Baden-Baden aus mit dem LZ 7 angeboten.
Bei der Bezeichnung der Zeppelin-Luftschiffe wurde traditionell das männliche Geschlecht verwendet. Es hieß der LZ 127 „Graf Zeppelin“ bzw. der LZ 129 „Hindenburg“. Nach dem Ende der deutschen Luftschifffahrt, bzw. ihrem Verschwinden aus dem öffentlichen Interesse nach dem Zweiten Weltkrieg, ging diese Sprachregelung jedoch teilweise verloren.
Auch August von Parseval war hochpopulärer Luftschiffpionier im Deutschland nach der Jahrhundertwende. Unter der Bezeichnung Parseval entstanden zwischen 1909 und 1919 insgesamt 22 Luftschiffe, deren Bekanntheit sehr hoch war, jedoch von der Zeppelinbegeisterung noch überstrahlt wurde. Einige davon wurden ins Ausland verkauft.
Weiterhin wurden vor dem Ersten Weltkrieg von Major Hans Groß und Oberingenieur Nikolaus Basenach (1875–1951) des in Berlin-Reinickendorf auf dem Gelände des heutigen Flughafens Berlin-Tegel stationierten Luftschiffer-Bataillons halbstarre Militär-Luftschiffe des nach ihnen benannten Typs Groß-Basenach gebaut und erprobt.
Die Geschichte der Luftfahrtmessen in Deutschland begann mit der Internationalen Luftschiffahrt-Ausstellung vom 10. Juli bis 17. Oktober 1909 in Frankfurt am Main. Dort führte neben Zeppelin, Parseval und Hermann Ruthenberg auch der Kölner Ballonfabrikant Franz Clouth sein kleines Prallluftschiff vor, das neben Steuermann und Maschinisten auch vier Passagiere befördern konnte. Der Jungfernflug der „Clouth I“ fand bereits 1908 über Nippes statt. Am 21. Juni 1910 fuhr es auch über 200 km nach Brüssel zur Internationalen Industrieausstellung. Es legte bei über 40 Fahrten rund 2000 km zurück.
Ab 1908 führte Deutschland, wie auch Frankreich und Belgien, erfolgreiche Versuche mit Funkgeräten in Luftschiffen durch. Dabei wurde der Erweis erbracht, dass keine Gefahr für das Luftschiff von der Funkanlage ausging.
Ferner unternahm das Luftschiff „Erbslöh“ ab 1909 rund um Leichlingen (Rheinland) mehrere Fahrten, bevor es am 13. Juli 1910 abstürzte.
Von der Luftschiffhalle in Biesdorf-Süd (heute zu Berlin) aus startete am 23. Januar 1911 das Siemens-Schuckert-Luftschiff (SSL1) zu seiner ersten Probefahrt.

#### Großbritannien

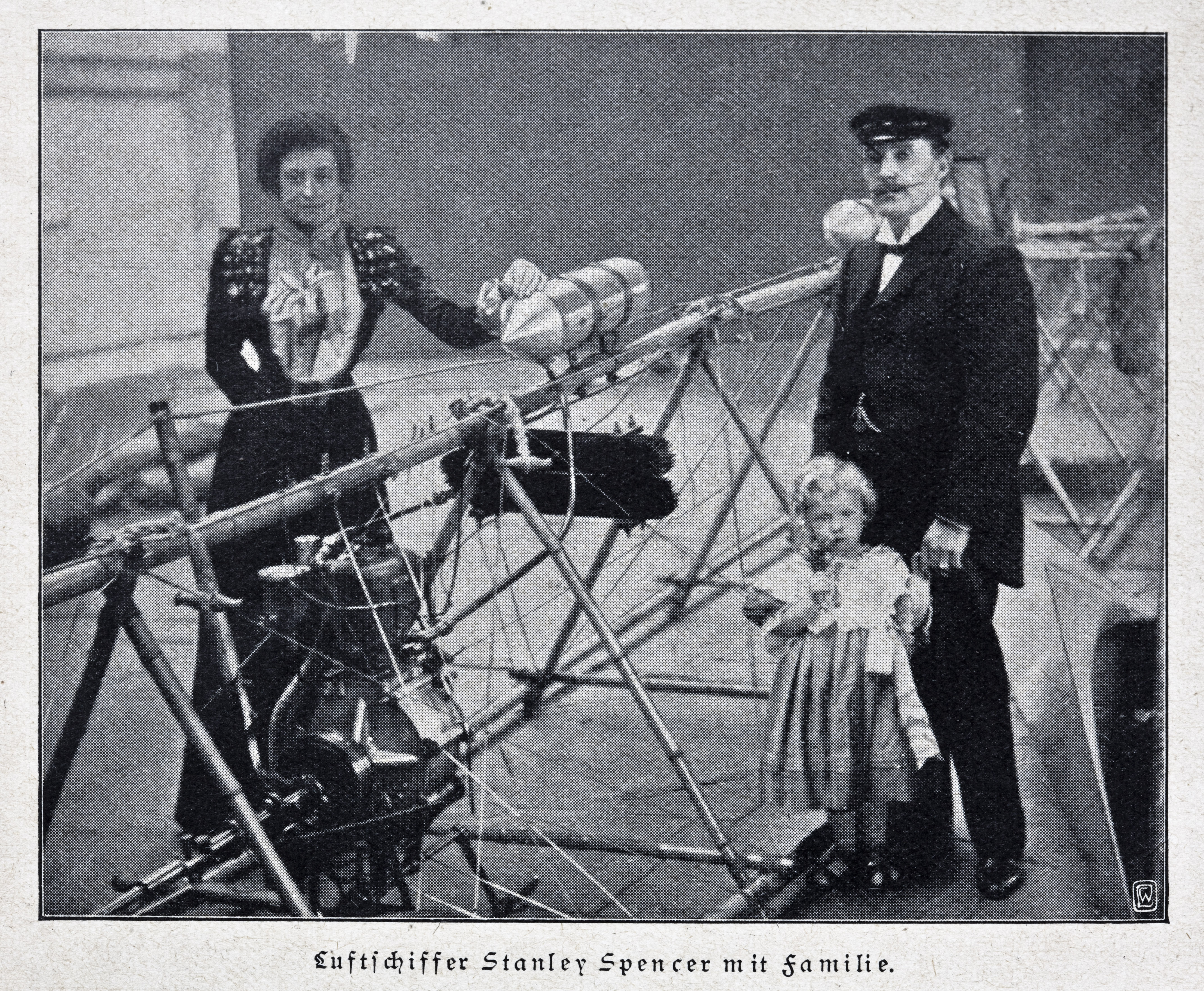
Stanley Spencer mit Frau und Tochter in seiner Werkstatt, ca. 1902

Das erste englische Luftschiff war das „Mellin's Food Airship“ von Stanley Spencer. Der Erstflug fand 1902 über London statt. Stanleys „No. 2“ machte seine Jungfernfahrt im September 1903 über dem Londoner Kristallpalast.

#### Vereinigte Staaten
Thomas Scott Baldwin entwickelte 1904 das erste lenkbare Luftschiff der USA. Die California Arrow absolvierte ihre erste Fahrt am 29. Juli 1904 und die erste öffentliche Fahrt am 3. August 1904 im Rahmen der Weltausstellung Louisiana Purchase Exposition, gesteuert von Roy Augustus Knabenshue. Knabenshue war auch der Erste, der einen gesteuerten Flug eines Luftschiffes über New York City im Jahre 1905 durchführte und einige Jahre später das erste Passagierluftschiff baute.
Walter Wellman aus den USA startete 1906, 1907 und 1909 erstmals mit einem lenkbaren Luftschiff Richtung Nordpol. Alle drei Versuche scheiterten jedoch. Am 15. Oktober 1910 versuchte er mit dem Luftschiff „America“, den Atlantik zu überqueren. Auch dieser Versuch scheiterte 1.600 km von der Küste entfernt im Ozean. Bei dieser Gelegenheit setzte er mit seinem Notruf erstmals einen Funkspruch von einem Luftfahrzeug zu einem Seefahrzeug ab. Dieser Spruch lautete: „Roy, komm und hol' die gottverdammte Katze!“ Damit war die Katze „Kiddo“ gemeint, die sich als blinder Passagier an Bord geschmuggelt hatte.

#### Spanien
Leonardo Torres Quevedo baute 1905 sein erstes, halbstarres Luftschiff España, das erfolgreiche Fahrten absolvierte. Daraufhin begann die Zusammenarbeit zwischen Torres und der französischen Gesellschaft Astra, die 1911 mit dem Bau der Astra-Torres Luftschiffe begann, von denen einige ab 1913 an die französischen und britischen Streitkräfte verkauft und im Ersten Weltkrieg eingesetzt wurden.

#### Russland
Bis 1914 wurden fünf Luftschiffe gebaut. Darunter war das 1912 im Unternehmen DEKA von S. A. Nemtchenko gebaute Luftschiff Kobtchik.

### Erster Weltkrieg
Große technische Fortschritte bewirkte der Ausbruch des Weltkrieges 1914. Allerdings nutzte nur Deutschland während der Kriegszeit in größerem Umfang Militärluftschiffe beim Heer und bei der Marine für den Luftkrieg über Land und See. Alle anderen Nationen verwendeten ihre Luftkreuzer hauptsächlich bei der Marine. Während des Krieges kamen insgesamt rund 300 nichtstarre und etwa 100 starre Luftschiffe zum Einsatz.
Die USA hatten in der Zeit von 1919 bis 1933 insgesamt 31 Prallluftschiffe sowie ein halbstarres Luftschiff für das Heer im Dienst, danach wurden alle Schiffe an die Marine abgegeben. Italiens 18 Heeresschiffe kämpften fast ausschließlich bei der Marine. Auch die Briten gliederten ihre sechs dem Heer zugeteilten Prallluftschiffe bei Kriegsausbruch der Marine an. Die nichtstarren Luftschiffe arbeiteten erfolgreich vor allem für die Seeraumüberwachung und als Eskorte für Handelsschiffkonvois. Dazu kamen die Starrluftschiffe von Zeppelin und Schütte-Lanz und die englischen Modelle, die vor allem als Aufklärer und Bomber eingesetzt wurden.

#### Zeppelin und Schütte-Lanz

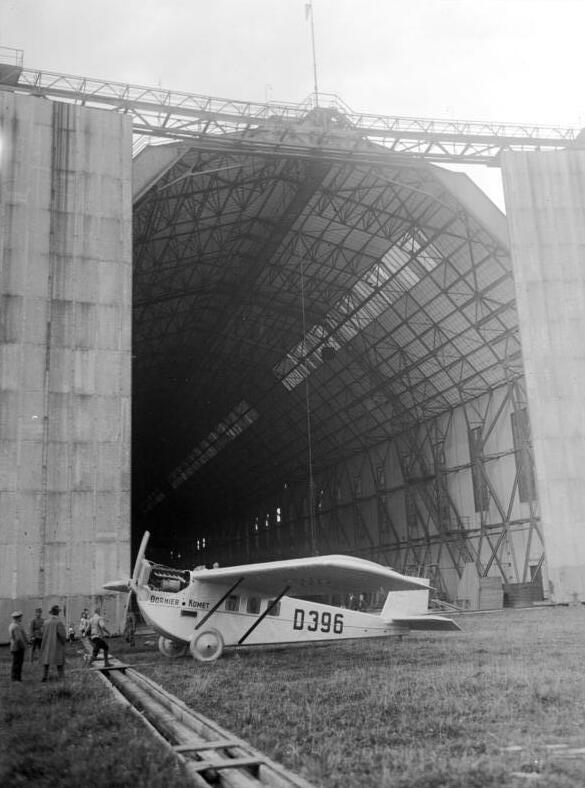
Luftschiffhalle Friedrichshafen 1924

Ferdinand Graf von Zeppelin trieb die Entwicklung der Starrluftschiffe voran, welche deshalb nach ihm häufig „Zeppeline“ genannt werden. Durch die Verwendung eines starren Skeletts konnten wesentlich größere Luftschiffe gebaut werden, die insgesamt eine größere Nutzlast tragen konnten und einen größeren Einsatzradius hatten.
Die größte deutsche Konkurrenz der Firma Luftschiffbau Zeppelin GmbH war die Firma Luftschiffbau Schütte-Lanz in Brühl bei Mannheim, 1909 gegründet von Johann Schütte und Karl Lanz. Das erste Schiff „S.L.-I“ stieg 1911 auf. Dieses Luftschiff bewährte sich jedoch nicht. Mit „S.L.-II“, das als Standardluftschiff des Ersten Weltkrieges bezeichnet wird, gelang es Schütte, einen technischen Vorsprung zu den Zeppelin-Luftschiffen zu schaffen, jedoch konnte das „System Schütte-Lanz“ nie Zeppelins Erfolge feiern. Schütte-Lanz belieferte ausschließlich das deutsche Militär. Im Gegensatz zu den Zeppelinen besaßen alle SL-Luftschiffe ein Gerippe aus Sperrholz. Nach dem Ersten Weltkrieg mussten wegen des Versailler Vertrages fast alle Luftschiffhallen des Deutschen Reiches abgerissen bzw. als Reparationen abgeliefert werden. Nur eine Bauhalle auf der Zeppelinwerft in Friedrichshafen und eine Halle im Luftschiffhafen Seddin bei Stolp blieben erhalten. Das (unter anderem) bedeutete das Aus für Schütte-Lanz als Luftschiffbauer. Lediglich der Sperrholzbau blieb erhalten und wird heute von der finnischen Firma Finnforest betrieben.

### Die Blütezeit zwischen den Weltkriegen

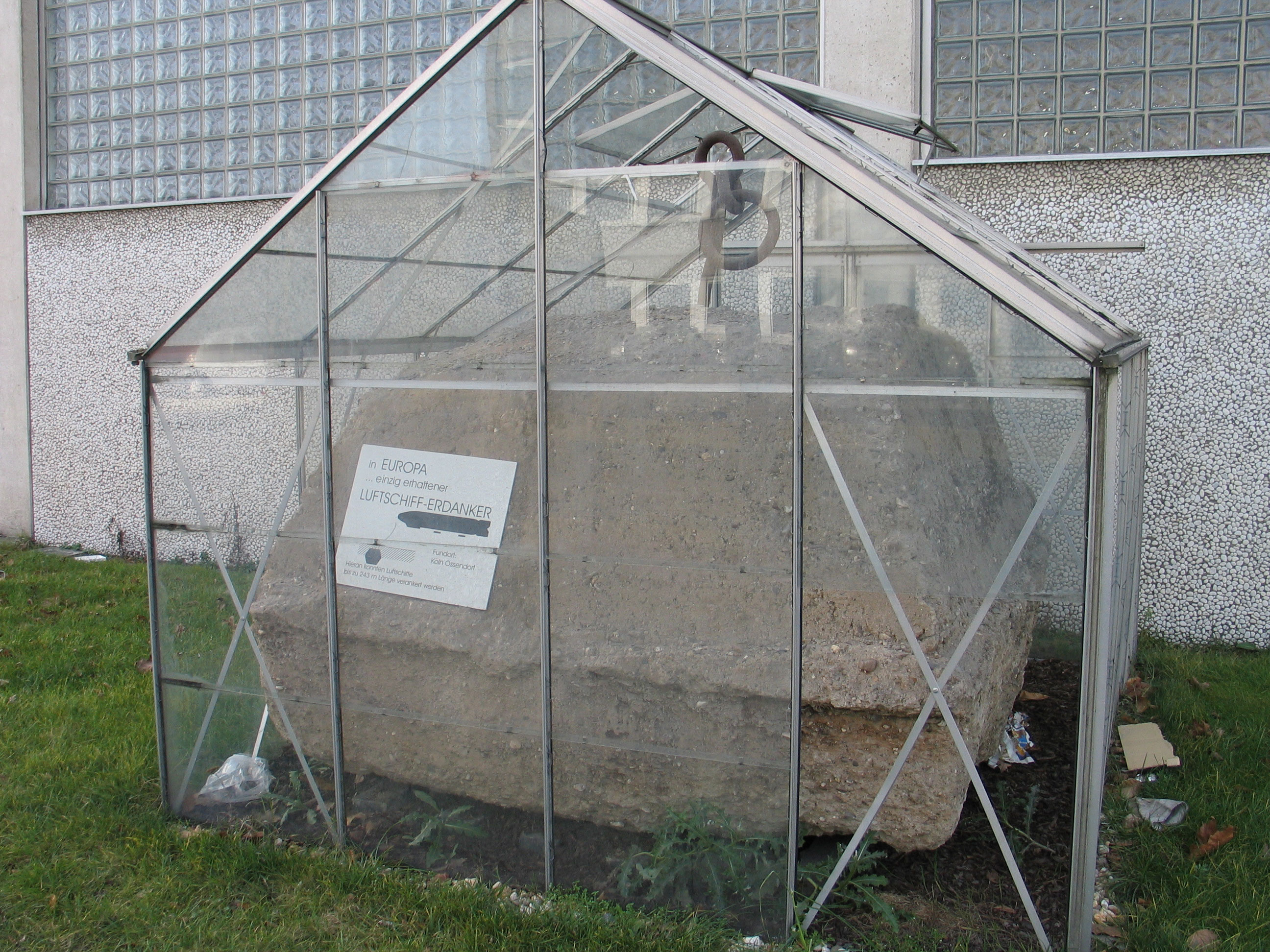
Der letzte in Europa erhaltene Luftschiff-Erdanker wurde auf dem Gelände des ehemaligen Luftschiffhafen Cöln-Bickendorf in Köln-Ossendorf gefunden. Er dürfte aus der Blütezeit der Luftschifffahrt stammen. Bis zum Ankerhaken im Erdreich versenkt, konnten an ihm Luftschiffe bis 243 m Länge befestigt werden.

Zwischen den beiden Weltkriegen entwickelte sich die Verkehrsluftschifffahrt. Es hatte bereits vor dem Krieg Anstrengungen gegeben, regelmäßige Fahrten zwischen verschiedenen europäischen Städten anzubieten. Zu diesem Zweck war auch bereits 1909 die erste Fluggesellschaft der Welt gegründet worden. Die DELAG (Deutsche Luftschiffahrts Aktiengesellschaft) betrieb Zeppelin-Luftschiffe im Verkehrsdienst. Sie und andere Luftschiffer, die zivile Projekte in Deutschland betreiben wollten, wurden jedoch durch die Alliierten und den Versailler Vertrag ausgebremst. Im Krieg hatten sich speziell die deutschen Luftschiffe zu Spitzentechnologieträgern entwickelt. Die deutsche Nachkriegsluftschifffahrt wurde jedoch verboten, alle großen Kriegs- und sogar einige Nachkriegsluftschiffe mussten als Reparation abgegeben werden. In anderen europäischen Staaten untersuchte man das Potenzial und die Machbarkeit von Verkehrsluftschiffen.
Die erste Atlantiküberquerung gelang vom 2. bis 13. Juli 1919 dem britischen Luftschiff R34 mit Major Scott und einer 31 Mann Besatzung, einer weitgehenden Kopie eines deutschen Zeppelins. Für den nonstop Flug über den Atlantik von Schottland nach New York benötigte das Luftschiff 108 Stunden und für den Rückweg nur 75 Stunden, da der Rückenwind (Westwindzone) genutzt wurde.
Dem Problem der großen Freiflächen für Luftschifflandungen wollten die Erbauer des Empire State Buildings (ESB) dadurch entgegenkommen, dass sie auf dem Dach dieses damals modernsten Hochhauses der Welt einen Ankermast installierten. Es kam dort jedoch niemals zu einer Luftschifflandung: Bald schon waren in Manhattan so viele andere Hochhäuser entstanden, dass selbst mit Heliumluftschiffen eine Inbetriebnahme nicht mehr in Frage kam. Heute kann man in dem im Luxor-Stil gestalteten Vestibül des ESB an den 4 Wänden die 7 Weltwunder sehen sowie – als 8. Weltwunder – das ESB selbst, wie gerade ein Luftschiff daran anlegt.
Die US-amerikanische ZR-1 USS Shenandoah war 1923 das erste große Luftschiff mit einer Heliumfüllung. Es war zwar für Wasserstoff als Traggas konstruiert worden, jedoch entschied man sich nach mehreren aufeinanderfolgenden Zwischenfällen mit anderen Luftschiffen, das damals nur begrenzt und nur in den USA verfügbare teure, aber unbrennbare Helium zu verwenden.
1926 überfuhr Umberto Nobile im Luftschiff „Norge“ unter anderem mit Roald Amundsen an Bord den Nordpol. Sie gewannen damit das Rennen um die erste Nordpolüberquerung in der Luft gegen den Amerikaner Richard Byrd, der fälschlich diese Erstüberquerung in der Luft nur drei Tage zuvor mit einem Flugzeug für sich beanspruchte.
Dem für die USA als Reparationsleistung gebauten Zeppelin LZ 126/ZR-3 „USS Los Angeles“ gelang 1929 als erstem Luftschiff das Absetzen und die Aufnahme eines Flugzeuges in der Luft. Die gemeinsam von Goodyear und Zeppelin entwickelte USS Akron wurde 1931 für die US-Marine in Dienst gestellt. In der Größe entsprach sie etwa dem späteren LZ 129 „Hindenburg“, jedoch diente sie der militärischen Fernaufklärung über See. Darin wurde sie von Flugzeugen unterstützt, die während der Fahrt vom Luftschiff ausgesetzt und wieder eingeholt werden konnten. Die USS Akron ging im April 1933 über dem Atlantik im Sturm verloren. Über 70 Besatzungsmitglieder fanden den Tod. Ihr Schwesterschiff USS Macon wurde 1933 in Dienst gestellt. Sie ging im Februar 1935 vor der kalifornischen Küste nach einem Leitwerksbruch verloren. Dabei starben zwei Besatzungsmitglieder.
ZMC-2 war ein 1929 gebautes Ganzmetall-Luftschiff. Die Hülle bestand aus vernietetem Duraluminiumblech. Die Konstruktion war selbsttragend. Es blieb jedoch trotz des innovativen und vielversprechenden Konzepts bei nur einem Prototyp. Das Schiff wurde nach dem Ende der geplanten etwa 10-jährigen Betriebsdauer und störungsfreiem Betrieb in der US-Marine abgerüstet.
Die beiden britischen Luftschiffe R100 und R101 wurden um 1930 etwa zeitgleich gebaut und sollten als Passagierluftschiffe die Verbindungen innerhalb des britischen Empire verbessern. R100 unternahm einige erfolgreiche Fahrten, darunter auch eine nach Kanada. R101 war zwar etwas früher fertiggestellt worden, erwies sich aber als zu wenig tragfähig und wurde verlängert. Nach weiteren Änderungen und nur sehr wenigen Testfahrten brach das Schiff im Oktober 1930 zu seiner Jungfernfahrt nach Karatschi auf. Bereits in der Nähe der französischen Stadt Beauvais hatte das Schiff bei schlechtem Wetter Bodenberührung und geriet in Brand. 48 Personen kamen ums Leben. Nach ausführlicher parlamentarischer Debatte wurde R100 Ende 1931 verschrottet.
Über die Luftschifffahrt in Russland und der Sowjetunion sind nur wenige und schwer prüfbare Fakten bekannt. So führte das unter der Anleitung von Umberto Nobile erbaute russische Luftschiff „UdSSR-W6 Ossoawiachim“ (CCCP-B6) am 5. November 1934 seine Jungfernfahrt durch. Es gilt als das erfolgreichste Luftschiff der Russischen Luftschifffahrt.
Der Zeppelinkapitän Hugo Eckener war 1924 der erste deutsche Atlantikflieger der mit einer 30-köpfigen Mannschaft die Strecke von Friedrichshafen nach Lakehurst in drei Tagen und drei Stunden flog und Hugo Eckener wurde in Deutschland so populär, dass er bei der Reichspräsidentenwahl 1932 ernsthaft als Gegenkandidat gegen Adolf Hitler erwogen wurde. Die größten Luftschiffe überhaupt waren die Zeppeline LZ 129 „Hindenburg“ und das Schwesterschiff LZ 130 „Graf Zeppelin“ mit 245 Metern Länge, einem Rumpfdurchmesser von über 40 Metern und einem Fassungsvermögen von rund 200 000 Kubikmetern Wasserstoff-Traggas. Die „Hindenburg“ konnte 50–70 Passagiere über eine Strecke von 17 500 Kilometern befördern. Am 6. Mai 1937 ging sie jedoch bei der Landung in Lakehurst/USA in Flammen auf, 36 Menschen starben. Dieses Unglück war zwar nicht das schwerste der Luftschifffahrt, die „Hindenburg-Katastrophe“ ging jedoch als eines der großen Technikunglücke in die Geschichte ein (bedingt auch durch die emotionale Radioreportage von Herbert Morrison, die weltberühmt wurde). Es war auch der letzte Unfall eines Starrluftschiffs. Der sich anbahnende Zweite Weltkrieg beendete die Ära der Starrluftschifffahrt.
Seitdem dominieren Verkehrsflugzeuge – deren Technik machte in den 1930ern und 1940ern große Fortschritte – den Luftverkehr.

### Der Zweite Weltkrieg
Im Zweiten Weltkrieg wurden Militärluftschiffe sehr erfolgreich von den Alliierten als Küstenpatrouille, Seeaufklärer und zur Bewachung von Konvois gegen feindliche (meist deutsche) U-Boote auf See in großer Stückzahl eingesetzt. Über 100 Luftschiffe versahen ihren Dienst bei der US-Marine unter anderem an der US-Küste, in Europa und im Pazifikraum.

### Nach 1945

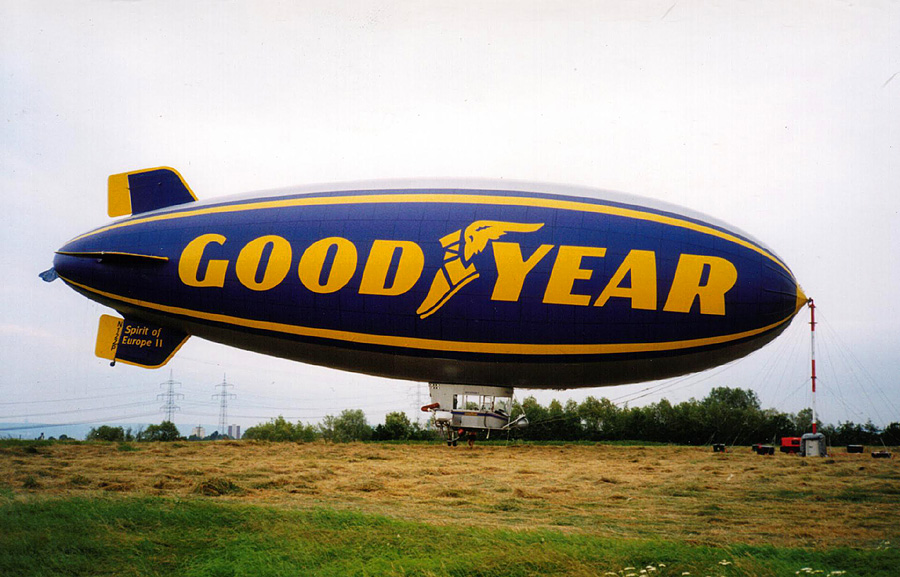
Die Spirit of Europe II wurde von ABC gebaut

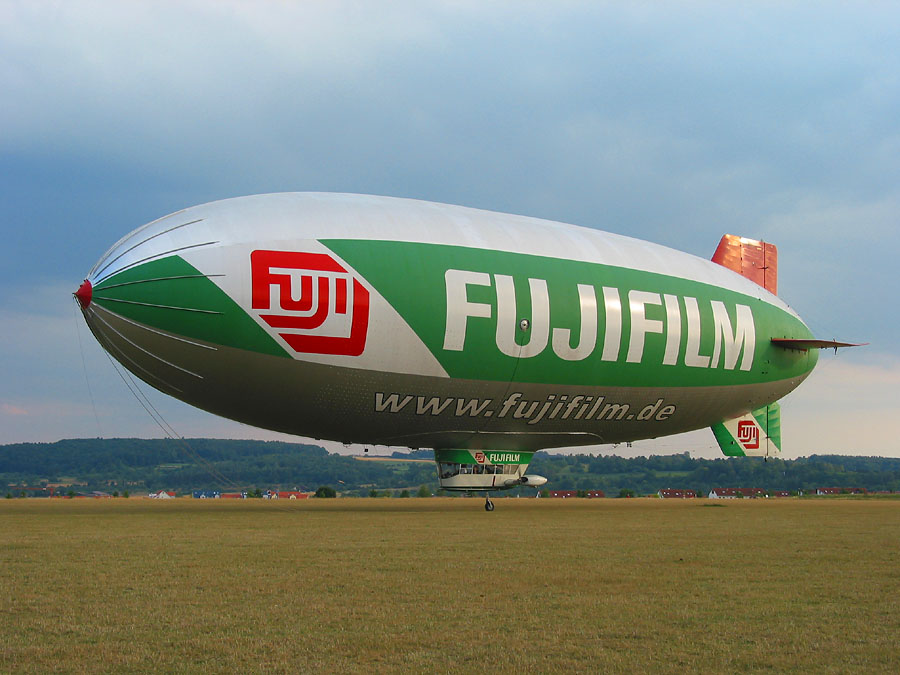
Ein WDL-Luftschiff

Nach Kriegsende mit dem Aufkommen des Kalten Krieges dienten die Luftschiffe vor allem weiter im US-amerikanischen Militär. Es setzte bis in die 1960er Jahre hinein Prallluftschiffe zur strategischen und taktischen Radar-See- und Luftraumüberwachung und zur U-Boot-Jagd ein. Die Entwicklung von leistungsfähigeren Hubschraubern und Langstreckenflugzeugen führte jedoch zu ihrer Ablösung.
Seitdem fanden und finden Prallluftschiffe vor allem als Werbeträger beispielsweise bei Großveranstaltungen und für Rundfahrten Verwendung. Besonders bekannt wurden die Goodyear-Luftschiffe. In den 1970ern entstanden die ersten modernen Luftschiffe durch WDL Luftschiffgesellschaft in Deutschland oder Westinghouse Airship in Großbritannien, später durch die Lightship Group (1980er) und Aeros Corporation (1990er), beide USA.
In den 1970ern entstanden auch die ersten Heißluft-Luftschiffe, die aus Heißluftballonen abgeleitet wurden. Sie kommen hauptsächlich als Werbeträger zum Einsatz, sind relativ klein, dafür aber auch ohne Probleme mit einem Fahrzeug transportierbar und benötigen praktisch keine Infrastruktur. Ihre Ballonhülle kann zusammengefaltet werden; da sie kein spezielles Traggas enthalten, sondern ihren Auftrieb nur aus dem Dichteunterschied zwischen warmer und kalter Luft beziehen, können sie ohne finanzielle Verluste durch Ablassen des Gases auf- und abgebaut werden. Sie sind jedoch ähnlich wie Ballons reine Schönwetterfluggeräte.
Kleine ferngesteuerte unbemannte Luftschiffe dienen als Werbeträger etwa bei Ausstellungen innerhalb und außerhalb von Gebäuden, größere unbemannte Schiffe werden beispielsweise für Luftbildaufnahmen verwendet. Sie bieten auch die Möglichkeit, andere Sensoren mitzuführen.
Erst um die Jahrtausendwende, zu dieser Zeit existierten rund 30 einsatzbereite Luftschiffe, wurden wieder größere Luftschiffprojekte in Angriff genommen:

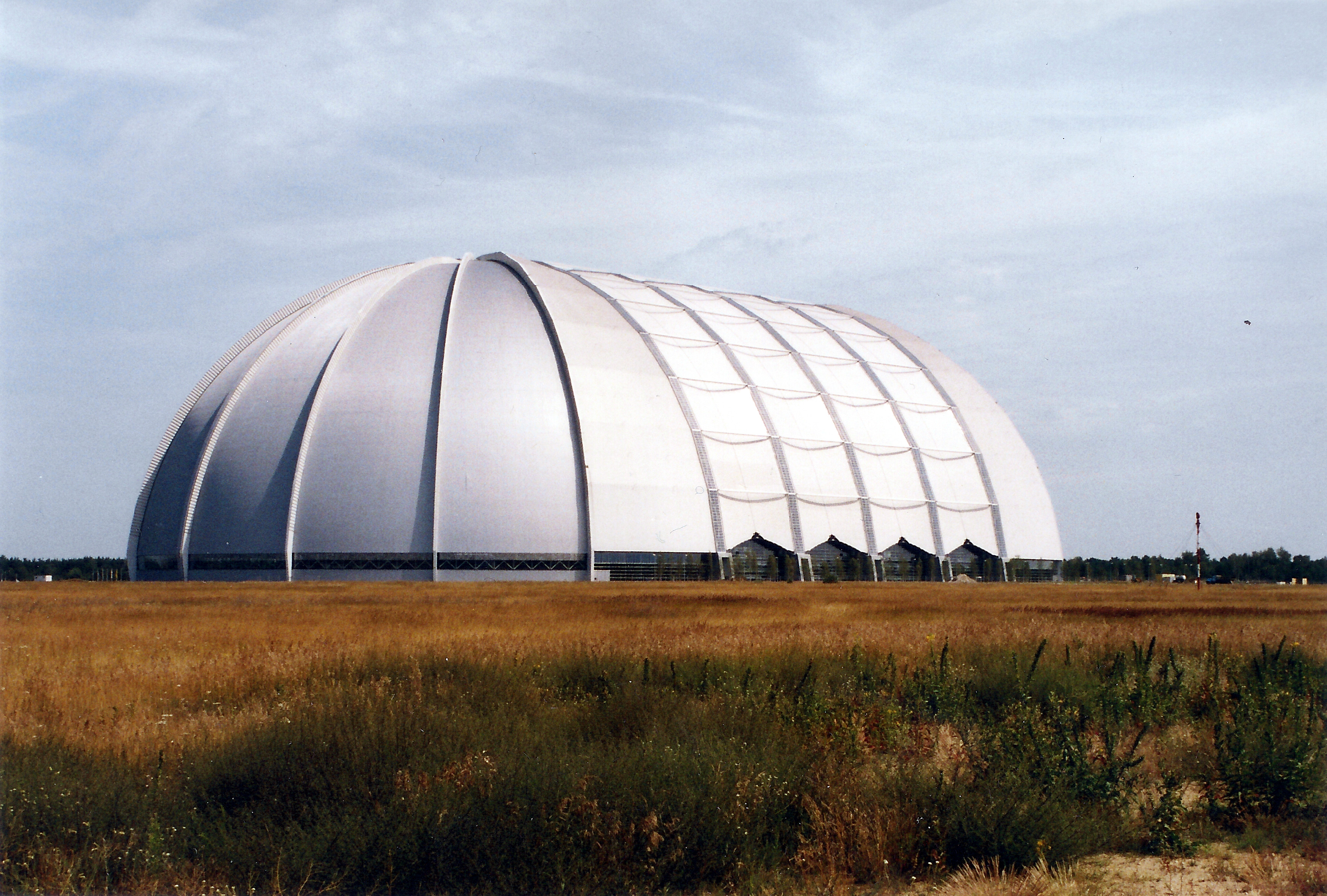
Cargolifter-Luftschiffhalle

Das deutsche Unternehmen Cargolifter AG wurde mit dem Ziel gegründet, Schwerlasttransporte durch eine Vervielfachung der maximalen Nutzlast und Ausschaltung von transport- und indirekt auch konstruktionstechnischen Beschränkungen großer Industrieanlagen zu revolutionieren. Straßenschwertransporte sind hierzulande an ein Maximalgewicht von etwas über 40 Tonnen und die festgegebene Straßenbreite sowie längenmäßig an die vorhandenen Kurvenradien gebunden.
Für ein Vielfaches, nämlich Lasten von bis zu 160 Tonnen, sollte dazu Ende der 1990er Jahre ein Frachtluftschiff gebaut werden: der CL160.
Das Unternehmen errichtete dazu im brandenburgischen Brand (Gemeinde Halbe) die größte freitragende Halle der Welt als Luftschiffwerft. Nach Beginn der Arbeiten am Luftschiff CL160 ging dem Betrieb allerdings zwischenzeitlich das Geld aus. Den Kritiken und Spekulationen war zu entnehmen, dass Investoren und Kunden offenbar nicht mehr genügend Vertrauen in die technische und wirtschaftliche Umsetzbarkeit des Projekts hatten. Schließlich musste die Cargolifter AG Anfang Juni 2002 Insolvenz anmelden. Das Projekt blieb unvollendet, die Werfthalle wurde 2004 zum Freizeitpark Tropical Islands umgebaut.

### Seit 2000
Seit 2000 befördert der Zeppelin NT der ZLT Zeppelin Luftschifftechnik GmbH & Co KG regelmäßig Touristen über den Bodensee und andere Orte. Der Zeppelin NT 07 ist seit seiner Jungfernfahrt das größte aktive Luftschiff der Welt. Es wurden mehrere Luftschiffe des Typs gebaut, die weltweit Einsätze absolvieren. Goodyear stellt nach der Aufgabe der eigenen Fertigung seine Luftschiffflotte auf Zeppelin NT um.
Von Oktober bis November 2000 half ein Luftschiff vom Typ TLG A60+ der UN bei der Suche nach Minen und Blindgängern im Kosovo. Dabei wurde ein Radargerät verwendet.
In den letzten Jahren wurden Luftschiffe auch als Plattform für Überwachungsaufgaben speziell bei Großveranstaltungen wiederentdeckt.
Im Jahr 2006 gab es in Deutschland drei Firmen, die Luftschiffe bauten und betrieben:
- GEFA-Flug in Aachen (Heißluft-Luftschiffe)
- WDL Luftschiffgesellschaft am Flughafen Essen/Mülheim (Prallluftschiffe)
- Luftschiffbau Zeppelin GmbH in Friedrichshafen (halbstarre Luftschiffe)

Daneben gibt es noch einige Projekte, die jedoch derzeit nur Studien vorweisen können.
Skycruise Switzerland führte seit 2002 kurzzeitig Luftschiffrundfahrten im schweizerischen Buochs durch. In der Schweiz waren im September 2005 laut BAZL neben dem Skycruise-Luftschiff acht Heißluft-Luftschiffe zugelassen. Mitte 2006 erhielt das Skycruise-Luftschiff wieder eine amerikanische Zulassung und verließ das Land. In Österreich sind keine (Gas-)Luftschiffe zugelassen.
Weiterhin sind neben den deutschen Modellen eine ganze Reihe weiterer Prall- und Heißluft-Luftschiffe hauptsächlich englischen und amerikanischen Ursprungs im weltweiten Einsatz (z. B. ABC, Aeros, Goodyear, SkyShip, TLG). Auch die unbemannte Luftschifffahrt gewinnt an Bedeutung. Neben Projekten für Höhenplattformen wird auch der unbemannte Einsatz von Luftschiffen für zivile und militärische Überwachungsaufgaben untersucht und getestet.
In Russland wurden ebenfalls einige Prall- und Heißluftschiffe von Augur Luftfahrtsysteme entwickelt und gebaut. Die ersten in China entwickelten Luftschiffe wurden Ende 2004 zugelassen und stammen von der Firma Huajiao.
| 1986–89 | 1990–92 | 1993–94 | 1995–2000 | 2001–2002 | 2003–2004 | 2005–2008 | 2009 | 2010 | 2011 | 2012 | 2013–22 | 2023 |
| ------- | ------- | ------- | --------- | --------- | --------- | --------- | ---- | ---- | ---- | ---- | ------- | ---- |
| 2       | 3       | 2       | 3         | 5         | 6         | 4         | 3    | 4    | 3    | 5    | 3       | 2    |

## Projekte
- Der Prototyp Piasecki Heli-Stat war in den 1980ern der Versuch, Luftschiff und Hubschrauber zu einem Transportmittel zu kombinieren.
- Lockheed Martin P-791 – der Prototyp (Kennzeichen N791LM) wurde erstmals am 31. Januar 2006 in Palmdale/Kalifornien auf einem etwa fünfminütigen Flug getestet.[18] Das bemannte viermotorige Luftschiff besitzt eine geschätzte Länge von etwa 60 m und hat Luftkissen als Landegestell. Es handelt sich um ein „Hybridluftschiff“, das statischen und dynamischen Auftrieb nutzen soll. Die Form ähnelt drei nebeneinanderliegenden Luftschiffrümpfen.[19]
- Verschiedene Unternehmen versuchten und versuchen, den Tourismus über kurze Rundflüge hinaus mit Luftschiffen wieder zu beleben. Es kam jedoch noch zu keinen praktischen Unternehmungen. Es fehlen vor allem große Luftschiffe, die einen rentablen Betrieb erlauben.
  - Die deutsche LoftyCruiser GmbH & Co. KG untersucht die technische Machbarkeit eines großen Kreuzfahrtluftschiffes.
  - Der Förderverein Zeppelin-Tourismus e. V. hat mit Zeppelin Europe Tours ein Konzept für den europäischen Luftschiffverkehr entwickelt.
- Höhenplattform – unbemannte Luftschiffe mit Solarantrieb sollen als Kommunikationsplattformen ähnlich Satelliten eingesetzt werden.
  - Mit dem Stratellite wurde 2005 ein Prototyp in den USA entwickelt.
  - Ein anderes Projekt ist Aerosphere, ein kugel- oder ballförmiges Luftschiffkonzept, das ebenfalls zur Höhenplattform genutzt werden soll.
- In den USA gibt es Überlegungen, mit einem Luftschiff auf bis zu 50 km Höhe aufzusteigen und dann mittels eines Ionenantriebs in eine Umlaufbahn zu gelangen. Zu einer technischen Ausführung kam es jedoch noch nicht.
- Der Dynalifter ist ein Hybridmodell, das Heliumauftrieb mit Auftrieb durch Tragflächen kombiniert. Es soll vor allem dazu genutzt werden, in schwer zugänglichen Regionen Afrikas Ladung und Personen zu transportieren. Das Luftschiff ist schwerer als Luft, wodurch eine Landung erleichtert wird. Im März 2011 wurden in einer Presseerklärung erfolgreiche Testflüge gemeldet.[20]

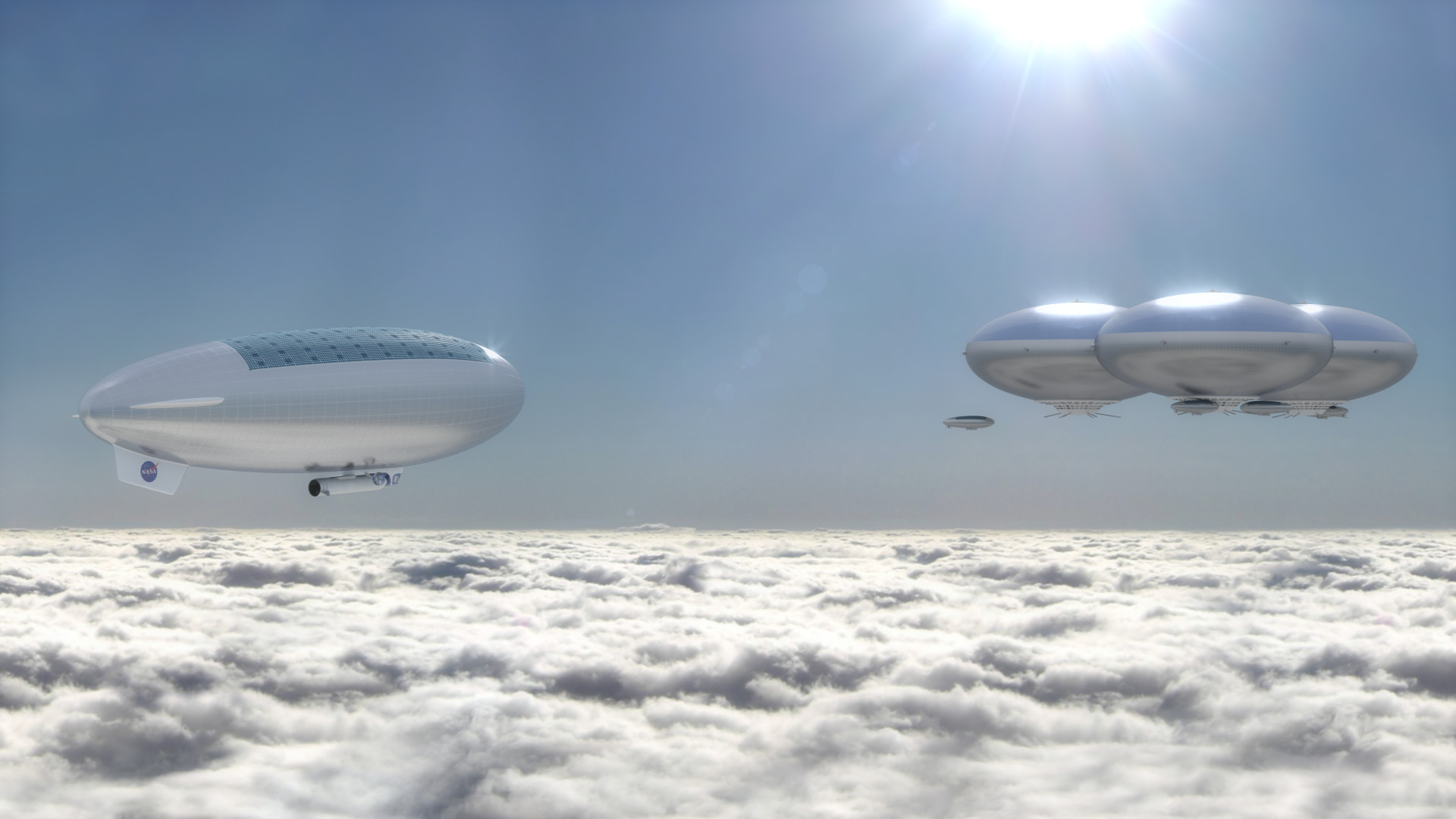
Künstlerische Darstellung des High Altitude Venus Operational Concept der NASA

- Künstlerische Darstellung des High Altitude Venus Operational Concept der NASA2010: Die TU Berlin erarbeitet und baut im Rahmen der Projektwerkstatt IsoLuftschiff[21] ein Heißluftschiff, welches sich durch eine mehrschichtig isolierte Hülle auszeichnet. Diese spezielle Hülle erhöht die Effektivität der Luftschiffe gemessen an Flugzeit bzw. Geschwindigkeit im Vergleich herkömmlicher Materialien. Konkret geplant ist ein funkferngesteuerter, 15 Meter langer Prototyp. Es fließen hier Erfahrungen aus dem Bau von ferngesteuerten Helium-Luftschiffen kleineren Maßstabes ein.
- 2013: In den USA wurde der 77 Meter lange Luftschiff-Prototyp Dragon Dream der Firma Worldwide Aeros erfolgreich getestet. Zwei größere Varianten sind geplant. Eine Version soll 66 Tonnen Fracht transportieren können, die andere 250 Tonnen. Im Dezember 2013 unterzeichnete die Lufttransportgesellschaft Cargolux eine Absichtserklärung zum Erwerb von Aeros-Luftschiffen.[22][23]
- NASA und das Keck Institute erforschten in einer Studie die Möglichkeiten, Luftschiffe als suborbitale astronomische Langzeitforschungsplattformen einzusetzen.[24]

## Sonstiges
- Seit den Anfängen der Ballonfahrt bis weit ins 19. Jahrhundert hinein wurden Ballonfahrer durchgehend als „Luftschiffer“ bezeichnet.
- Der Luftschiffergruß lautet „Glück ab!“, vgl. im Bergbau „Glück auf!“

## Filme
- Das gestohlene Luftschiff, 1966

Zahlreiche weitere Filme sind im Beitrag LZ 129 angeführt.